# 베네치아의 돌
<베네치아의 돌>(The Stones of Venice)은 영국의 예술 비평가 존 러스킨이 저술한 베네치아 예술과 건축에 관한 3권짜리 논문으로, 1851년부터 1853년에 걸쳐 첫 출간되었다.
<베네치아의 돌>에서는 80곳이 넘는 교회가 예시로 다뤄져, 베네치아 건축이 상세히 조명된다. 러스킨은 이 책을 통해 베네치아의 비잔티움, 고딕, 르네상스 시기 건축을 논하며, 전반적인 베네치아의 역사를 보여준다.

## 사회와 예술에 관한 견해
러스킨은 예술 비평가일 뿐만 아니라 사회 개혁가이기도 했다. 러스킨은 자신이 이전 작품 <건축의 칠등>에서 다룬 강령들이 어떻게 베네치아 건축에서 이뤄졌는가를 증명하고자 했다. <고딕의 본질(The Nature of Gothic)> 장(2권)에서 러스킨은 사회가 어떻게 조직되어야 하는가에 대한 본인의 견해를 피력한다.
We want one man to be always thinking, and another to be always working, and we call one a gentleman, and the other an operative; whereas the workman ought often to be thinking, and the thinker often to be working, and both should be gentlemen, in the best sense. As it is, we make both ungentle, the one envying, the other despising, his brother; and the mass of society is made up of morbid thinkers and miserable workers. Now it is only by labour that thought can be made healthy, and only by thought that labour can be made happy, and the two cannot be separated with impunity.

## 조사와 출판
러스킨은 이전에 베네치아에 간 적이 있었지만, 이 책을 집필하고자 아내 에피와 함께 베네치아에 다시 두 번 방문하였다. 첫 방문은 1849-50년 겨울이었다. <베네치아의 돌>의 첫 권은 1851년 나왔으며, 다음 두 권을 집필하고자 러스킨은 겨울에 한 차례 더 베네치아에 머물렀다. 러스킨은 조사할 때 스케치를 하고 사진을 촬영하기도 했다 (1849년 러스킨은 자기 소유의 카메라를 갖게 되어 은판사진을 찍을 수 있었다.)

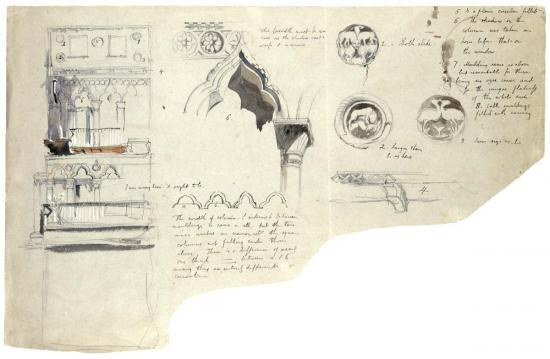
<베네치아의 돌> 집필을 위해 존 러스킨이 그린 건축 상세 스케치

### 출판 역사

#### 초판
- The Stones of Venice. Volume the First. The Foundations, 1851, Smith, Elder & Co., 런던
- The Stones of Venice. Volume the Second. The Sea-stories, 1853, Smith, Elder & Co., 런던
- The Stones of Venice. Volume the Third. The Fall, 1853, Smith, Elder & Co., 런던

#### 축약본
여러 축약본이 출간되었는데, 그 중 하나로는 1960년 미국에서 출간된 J. G. 링크스가 편집한 판본이 있다.

## 같이 보기
- 존 헨리 데버루